# Jakaya Kikwete
Kolonel Jakaya Mrisho Kikwete (Msoga (Tanganyika), 7 oktober 1950) is een Tanzaniaans politicus en was van 2005 tot 2015 president van zijn land.
Kikwete studeerde economie aan de University of Dar es Salaam waar hij in 1978 een graad behaalde. Hierna ging hij in het leger dienen. In 1991 werd hij gepromoveerd tot zijn huidige rang, dat van Luitenant-kolonel.
Na diverse ministersposten te hebben bekleed werd Kikwete in 1995 minister van buitenlandse zaken en internationale coöperatie. Hij zou deze post tien jaar bekleden tot aan de verkiezingen van 2005 toen hij voor de Chama Cha Mapinduzi (Revolutionaire Staatspartij) als kandidaat voor het presidentschap opkwam. Hij won deze verkiezingen gemakkelijk (met ruim 80% van de stemmen) en op 21 december 2005 werd hij als president beëdigd als opvolger van Benjamin Mkapa.
Kikwete beloofde in zijn campagne een einde te zullen maken aan de corruptie in het land. Maar ook zijn regering werd echter geplaagd door schandalen. Zo moest hij begin 2008 de president van de centrale bank ontslaan nadat buitenlandse accountants hadden gemeld dat 83 miljoen dollar was verdwenen. Een maand later moest de president zijn premier alsmede enkele ministers ontslaan in verband met fictieve contracten voor energielevering. Premier Edward Lowassa zou die persoonlijk hebben getekend.